# Перепичай, Павел
Павел Перепичай — белорусский самбист и дзюдоист, серебряный призёр международного турнира по дзюдо в Тарченто (Италия) в 1993 году, серебряный (1994, 1996) и бронзовый (1997) призёр чемпионатов Европы по самбо, серебряный (1996) и бронзовый (1993, 1997, 1998) призёр чемпионатов мира по самбо, мастер спорта Республики Беларусь международного класса по самбо. По самбо выступал во второй полусредней (до 74 кг) и первой средней (до 82 кг) весовых категориях.